# Физички театар
Физички театар је жанр позоришне изведбе који ставља нагласак на тело и покрет као примарна средства приповедања и изражавања. Иако може укључивати дијалог и текст, физички театар се често ослања на пантомиму, гест, плес, акробатику, кловновске вештине и друге облике телесне експресивности како би пренео причу, емоције или идеје. Ова форма позоришта тежи да створи снажан визуелни и висцерални доживљај за публику.

## Дефиниција и основне карактеристике
Физички театар је тешко прецизно дефинисати једном реченицом због своје интердисциплинарне природе и разноликости приступа. Ипак, неке од кључних карактеристика су:
- Примат тела и покрета: Тело глумца је главни инструмент и носилац значења.
- Нарација кроз покрет: Прича се често развија кроз физичке радње, гестове и визуелне метафоре, а не искључиво кроз говор.
- Интердисциплинарност: Често интегрише елементе плеса, мима, циркуских вештина, луткарства и визуелних уметности.
- Смањена зависност од текста: Иако текст може бити присутан, он није увек доминантан; понекад се користи фрагментарно, као звук, или је потпуно одсутан.
- Истраживање простора: Често користи сценски простор на неконвенционалан начин.
- Ансамблска игра: Многе трупе физичког театра негују снажну ансамблску игру и колаборативни процес стварања.
- Фокус на енергији и присуству извођача.

## Историјски корени и утицаји
Иако је физички театар као јасно дефинисан појам новијег датума, његови корени сежу дубоко у историју позоришта:
- Античко грчко позориште: Користило је хор, плес и стилизоване покрете.
- Римска пантомима: Извођење засновано искључиво на покрету и гесту.
- Комедија дел арте (Италија, XVI-XVIII век): Импровизовано позориште са типизираним ликовима који су користили карактеристичне покрете, гестове и маске.
- Пантомима: Развијала се кроз векове, а значајан допринос модерној пантомими дали су Жан-Гаспар Дебиро у XIX веку, а касније и Етјен Декру и Марсел Марсо у XX веку.
- Авангардни покрети с почетка XX века: Футуризам, дадаизам, надреализам, као и рад позоришних реформатора попут Всеволода Мејерхољда (биомеханика) и Антонена Артоа (позориште суровости), наглашавали су значај тела и физичког израза.[2]
- Плесни театар (Tanztheater): Посебно рад Пине Бауш у другој половини XX века, који је брисао границе између плеса и позоришта.
- Утицаји не-западних позоришних традиција које имају снажан нагласак на физичком изразу (нпр. јапански Но и Кабуки театар, индијски Катакали).

## Кључне личности и школе
Неколико педагога и практичара имало је кључни утицај на развој модерног физичког театра:
- Етјен Декру (Étienne Decroux, 1898–1991): Сматра се "оцем модерне телесне пантомиме" (corporeal mime), развио је прецизну методологију телесног тренинга за глумце.
- Жак Лекок (Jacques Lecoq, 1921–1999): Оснивач чувене Међународне школе позоришта у Паризу, његова педагогија наглашавала је игру, маску, кловна и стварање кроз покрет. Имао је огроман утицај на генерације позоришних стваралаца широм света.[3]
- Марсел Марсо (Marcel Marceau, 1923–2007): Светски познати пантомимичар који је популаризовао ову уметничку форму.
- Јежи Гротовски (Jerzy Grotowski, 1933–1999): Иако његово "сиромашно позориште" није искључиво физички театар, његова истраживања психофизичког тренинга глумца имала су велики утицај.

Значајне позоришне трупе које негују физички театар укључују Complicité (УК), DV8 Physical Theatre (УК), Frantic Assembly (УК) и друге.

## Технике и приступи у физичком театру
Физички театар користи широк спектар техника и приступа, често их комбинујући:
- Технике пантомиме и мима.
- Плесни елементи и контактна импровизација.
- Акробатика и циркуске вештине.
- Рад са маскама (нпр. неутрална маска, ларвене маске, карактерне маске).
- Кловновске технике.
- Девисед театар (створено позориште): Представе које настају кроз колаборативни процес истраживања и импровизације ансамбла, где је физички рад често полазна тачка.
- Снажан фокус на ансамблској игри и колективном стваралаштву.

## Значај и утицај
Физички театар је значајно обогатио и проширио изражајне могућности позоришне уметности. Његов утицај видљив је и у мејнстрим позоришту, филму и другим извођачким уметностима. Он омогућава стварање универзално разумљивих представа које превазилазе језичке баријере, често са снажним емоционалним и визуелним утицајем.

## Физички театар у Србији (кратак осврт)
Иако можда не постоји велики број позоришта у Србији која се искључиво дефинишу као "физички театар", елементи физичког театра су присутни у раду многих експерименталних и алтернативних трупа, као и у неким представама институционалних позоришта. Фестивали попут БИТЕФ-а често представљају иностране трупе физичког театра, што утиче на домаћу сцену. Поједини редитељи и кореографи у Србији такође истражују могућности физичког израза. ДАДОВ и други омладински и студентски театри понекад укључују радионице и представе са елементима физичког театра.